# Konohana-ku
Konohana (此花区, Konohana-ku) est le nom de l'un des vingt-quatre arrondissements de la ville d'Osaka au Japon. Il se trouve à l'embouchure de la rivière Yodo-gawa. Le parc d'attractions Universal Studios Japan y est installé.
Au 1er août 2011, sa population est estimée à 64 873 habitants pour une densité de 4,199 personnes par km2. La superficie totale de l'arrondissement est de 15,45 km2.
La Maishima Arena, salle du club de basketball de la ville (Osaka Evessa) se trouve dans l'arrondissement.

## Yumeshima
L'arrondissement contient l’île artificielle Yumeshima (夢洲), sur laquelle la préfecture d'Osaka accueille l'Exposition universelle de 2025 (il faut construire une ligne de train pour relier le centre d'Osaka à l'exposition). 
En décembre 2018, Osaka Metro a dévoilé le projet de construire un gratte-ciel de 55 étages et 250 mètres de hauteur, relié à une station de métro qui entrera en service en 2024. En février 2019, le maire d'Osaka, Hirofumi Yoshimura, a fait part de son espoir d'organiser une course de Formule 1 sur l’île si un complexe de casinos y est construit. 
En septembre 2021, la préfecture d'Osaka a annoncé qu'elle avait sélectionné le consortium MGM Resorts-Orix Corporation pour la construction sur l’île artificielle Yumeshima d'un ensemble de 770 000 m2, comprenant un casino, un centre international de conférences, une salle d'exposition de 20 000 m2, des logements et des installations de loisir. Il est prévu que 15 000 personnes y travaillent. Le budget du projet est de 1 000 milliards de yens. En décembre 2021, la ville d'Osaka annonce que des travaux de décontamination des sols sont nécessaires sur les terrains du projet : les taux d'arsenic et de fluorine y sont trop élevés. En mars 2022, la ville d'Osaka a annoncé avoir reçu 130 pétitions liées à ce projet de construction, la plupart y étant hostiles.
Lorsque Osaka avait déposé sa candidature aux Jeux Olympiques de 2008, Yumeshima était le lieu proposé pour accueillir les installations sportives.

Galerie de Konohana-ku
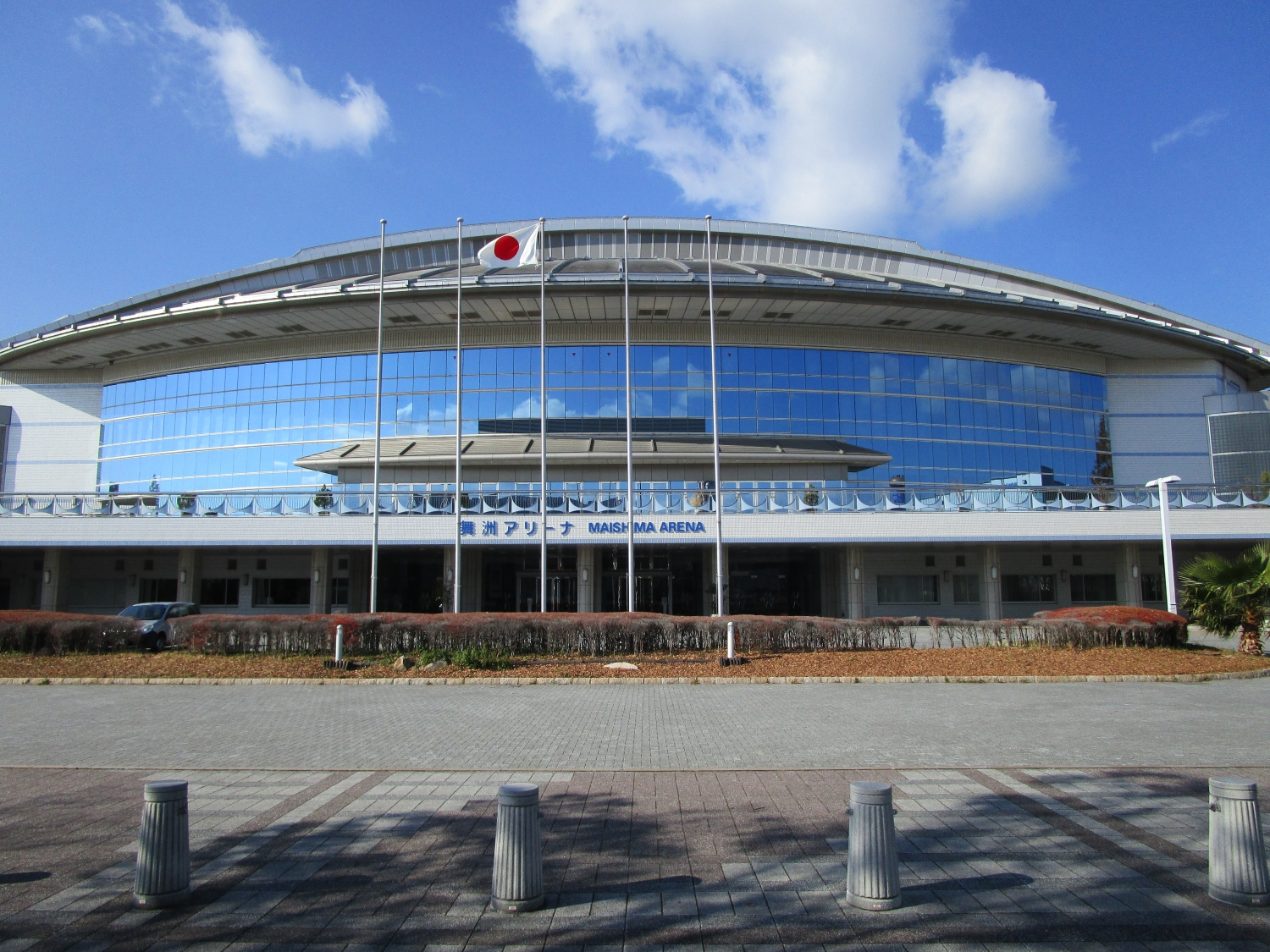
Maishima Arena.
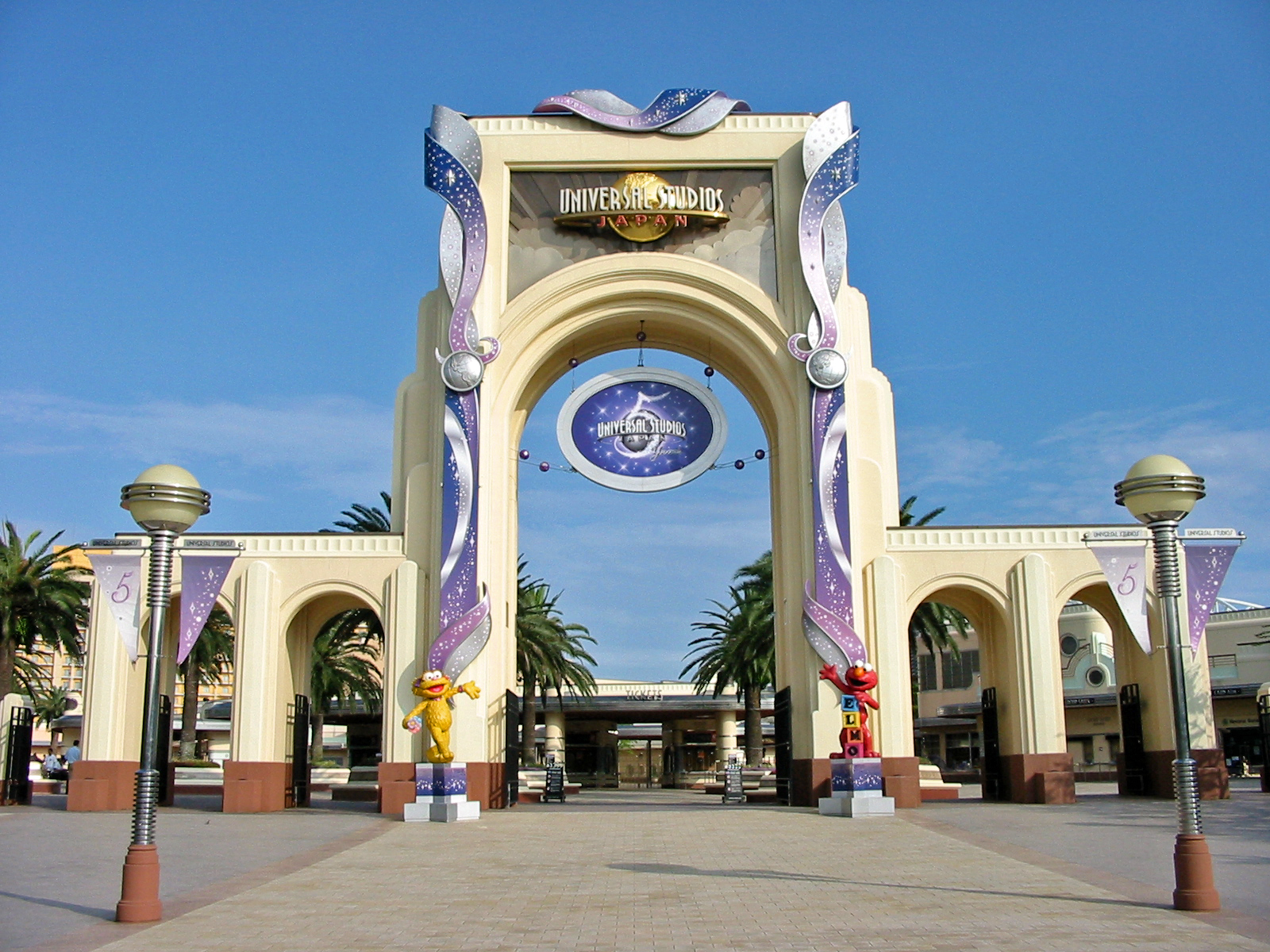
Universal Studios Japan.
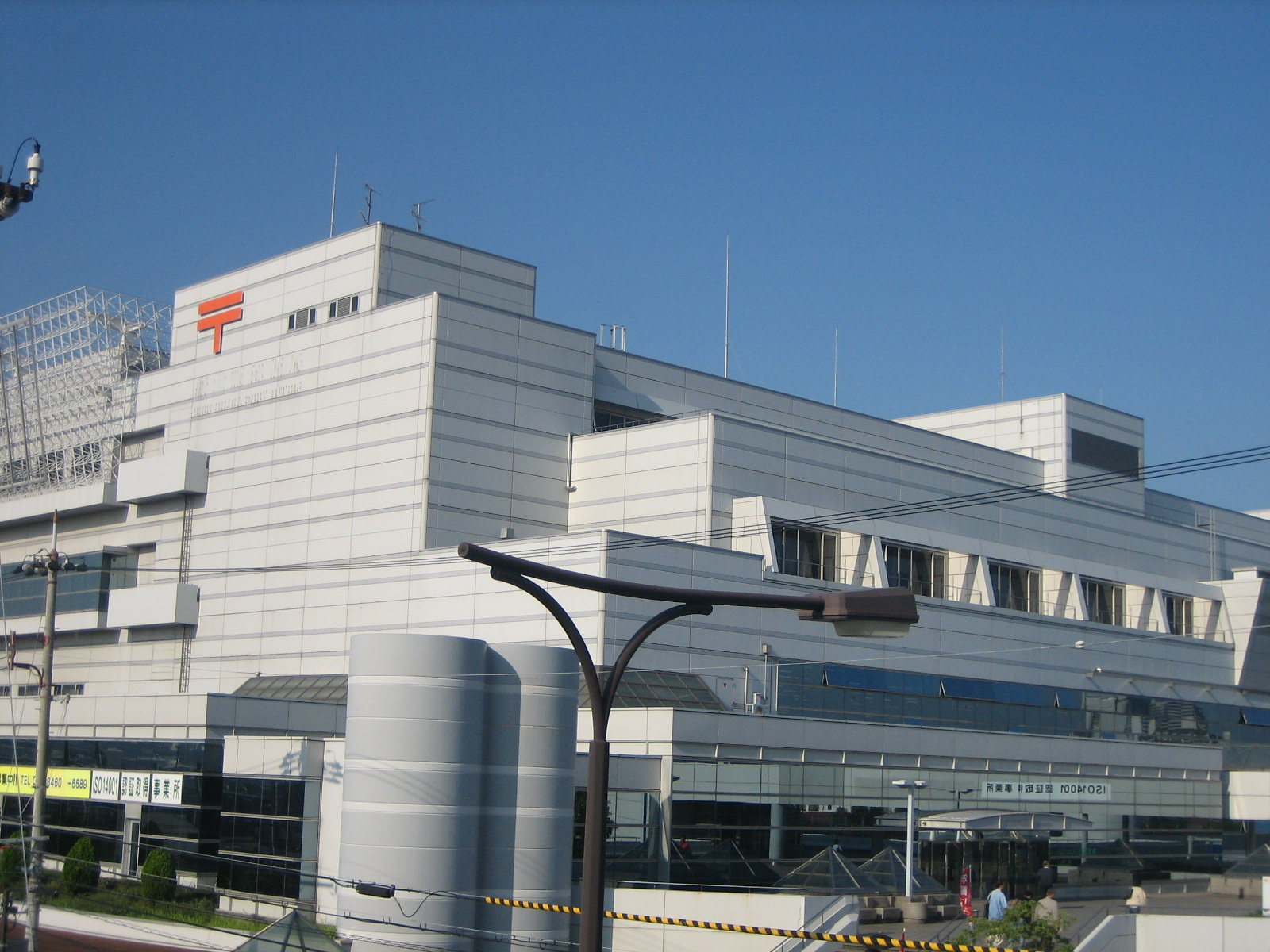
Bureau de poste.

### Écosystème
Depuis sa construction en 1977, l’île est devenue un écosystème particulier accueillant une centaine d’espèces d'oiseaux, notamment des oiseaux migrateurs et des espèces en danger. Des organisations de protection de l'environnement craignent que les travaux de préparation de l'Exposition universelle de 2025 perturbent ce milieu de biodiversité et ont contacté les autorités municipales, mais elles n'ont pas obtenu de modification du plan des travaux.

## Maishima
L'arrondissement comprend aussi l’île artificielle Maishima (舞洲), sur laquelle se trouvent de nombreux entrepôts et des salles de sport.

## Autres structures notoires
- L’incinérateur Maishima, utilisé pour le traitement des ordures de la ville d'Osaka, dont le plan a été dessiné par Friedensreich Hundertwasser[12]. En fonction depuis 2001, 900 tonnes d'ordures y sont brûlées quotidiennement, l’équivalent d'un quart des déchets d'Osaka[13].